# Панах Гусейнов
Панах Чодар огли Гусейнов (28 жовтня 1957 , Сабірабадd, Азербайджанська РСР ) — азербайджанський політичний діяч, Прем'єр-міністр Азербайджану у 1993 році.

## Біографія
Панах Гусейнов народився у с. Каракашли Сабірабадського району Азербайджанської РСР у селянській родині.
Закінчив Бакинський державний університет (1980), аспірантуру Інституту філософії й права Академії наук Азербайджанської РСР. За фахом — історик.
Працював в управлінні межколгоспного будівництва Сабірабадського району, потім науковим співробітником історико-краєзнавчого музею.
У 1993 році займав пост Прем'єр-міністра Азербайджану.
За результатами парламентських виборів 2010 року пройшов до Національних зборів Азербайджану, набравши 17,65 % голосів виборців